# Liste der Kulturdenkmale in Lübeck-Kücknitz
- Karte mit allen Koordinaten:
- OSM |
- WikiMap

Die Liste der Kulturdenkmale in Lübeck-Kücknitz beschreibt Kulturdenkmale im Stadtteil Lübeck-Kücknitz der Hansestadt Lübeck (Stand: 7. November 2024).
Die Liste ist nach Straßen sortiert.
Die Bodendenkmale sind in der Liste der Bodendenkmale in Lübeck aufgeführt.

## Legende und Hinweise
In den Spalten befinden sich folgende Informationen:
- Objekt-ID: die Nummer des Kulturdenkmales
- Lage: die Adresse des Kulturdenkmales und die geographischen Koordinaten. Kartenansicht, um Koordinaten zu setzen. In der Kartenansicht sind Kulturdenkmale ohne Koordinaten mit einem roten Marker dargestellt und können in der Karte gesetzt werden. Kulturdenkmale ohne Bild sind mit einem blauen Marker gekennzeichnet, Kulturdenkmale mit Bild mit einem grünen Marker.
- Offizielle Bezeichnung: Bezeichnung des Kulturdenkmales
- Beschreibung: die Beschreibung des Kulturdenkmales
- Bild: ein Bild des Kulturdenkmales

In der Liste sind folgende Arten von Kulturdenkmalen erfasst: Bauliche Anlagen, Sachgesamtheiten, Mehrheit von baulichen Anlagen, Gründenkmale sowie Teile von baulicher Anlage. Bauliche Anlagen sind nicht entsprechend gekennzeichnet. Sachgesamtheiten und Mehrheiten von baulichen Anlagen sind einzeln erfasst sein mit der Angaben aus welchen Teilen sie bestehen. Zusätzlich können Teil davon als Bauliche Anlage erfasst sein, diese sind ebenfalls als "Teil von" gekennzeichnet.

## Bei den Tannen
| Objekt-ID     | Lage                                                   | Offizielle Bezeichnung | Beschreibung | Bild                             |
| ------------- | ------------------------------------------------------ | ---------------------- | --- | -------------------------------- |
| 1378 Wikidata | Bei den Tannen 1; Siems (53° 54′ 24″ N, 10° 46′ 52″ O) | Ehem. Michael-Kirche   | Schutzumfang: Auf das gesamte Kirchengebäude einschl. der bauzeitlichen Ausstattung - Einschiffiges, kleines Kirchengebäude der ev.-luth. Kirche; 1951 nach Plänen der Architekten Bruno Fendrich und Hugo Horn in Trautsch-Bauweise (zweischaliger Wandaufbau unter Verwendung von Bauschutt als Füllmaterial) errichtet; (Glocke von 1733); Glocken inzwischen wieder abgenommen - Schutzgrund: geschichtlich, wissenschaftlich, städtebaulich | weitere Fotos \| Fotos hochladen |

## Dummersdorfer Straße
| Objekt-ID | Lage                                                                  | Offizielle Bezeichnung | Beschreibung | Bild            |
| --------- | --------------------------------------------------------------------- | ---------------------- | --- | --------------- |
| 1380      | Dummersdorfer Straße 2 a; Alt Kücknitz (53° 54′ 48″ N, 10° 48′ 24″ O) | Pastorat St.-Johannes  | Schutzumfang: Auf das gesamte Gebäude - Wohngebäude von 1910 nach Entwurf des Architekten Carl Mühlenpfordt/Pastorat der St.-Johannes-Gemeinde - Schutzgrund: geschichtlich, wissenschaftlich, städtebaulich | Fotos hochladen |

## Gichterstraße
| Objekt-ID | Lage                                            | Offizielle Bezeichnung | Beschreibung | Bild |
| --------- | ----------------------------------------------- | ---------------------- | --- | ---- |
| 1381      | Gichterstraße 1 (53° 54′ 13″ N, 10° 48′ 34″ O)  | Reihenhaus             | Schutzumfang: Auf das Äußere des Gebäudes - Reihenhaus innerhalb der geschlossenen Bebauung der zum 1. Bauabschnitt der ehem. Werkssiedlung aus den Jahren 1907–1910 - Schutzgrund: geschichtlich, wissenschaftlich, städtebaulich | BW   |
| 1382      | Gichterstraße 2 (53° 54′ 13″ N, 10° 48′ 33″ O)  | Reihenhaus             | Schutzumfang: Auf das Äußere des Gebäudes - Reihenhaus innerhalb der geschlossenen Bebauung der zum 1. Bauabschnitt der ehem. Werkssiedlung aus den Jahren 1907–1910 - Schutzgrund: geschichtlich, wissenschaftlich, städtebaulich | BW   |
| 1383      | Gichterstraße 3 (53° 54′ 13″ N, 10° 48′ 34″ O)  | Reihenhaus             | Schutzumfang: Auf das Äußere des Gebäudes - Reihenhaus innerhalb der geschlossenen Bebauung der zum 1. Bauabschnitt der ehem. Werkssiedlung aus den Jahren 1907–1910 - Schutzgrund: geschichtlich, wissenschaftlich, städtebaulich | BW   |
| 1384      | Gichterstraße 4 (53° 54′ 13″ N, 10° 48′ 33″ O)  | Reihenhaus             | Schutzumfang: Auf das Äußere des Gebäudes - Reihenhaus innerhalb der geschlossenen Bebauung der zum 1. Bauabschnitt der ehem. Werkssiedlung aus den Jahren 1907–1910 - Schutzgrund: geschichtlich, wissenschaftlich, städtebaulich | BW   |
| 1385      | Gichterstraße 5 (53° 54′ 12″ N, 10° 48′ 34″ O)  | Reihenhaus             | Schutzumfang: Auf das Äußere des Gebäudes - Reihenhaus innerhalb der geschlossenen Bebauung der zum 1. Bauabschnitt der ehem. Werkssiedlung aus den Jahren 1907–1910 - Schutzgrund: geschichtlich, wissenschaftlich, städtebaulich | BW   |
| 1386      | Gichterstraße 6 (53° 54′ 12″ N, 10° 48′ 33″ O)  | Reihenhaus             | Schutzumfang: Auf das Äußere des Gebäudes - Reihenhaus innerhalb der geschlossenen Bebauung der zum 1. Bauabschnitt der ehem. Werkssiedlung aus den Jahren 1907–1910 - Schutzgrund: geschichtlich, wissenschaftlich, städtebaulich | BW   |
| 1387      | Gichterstraße 7 (53° 54′ 12″ N, 10° 48′ 34″ O)  | Reihenhaus             | Schutzumfang: Auf das gesamte Gebäude - Reihenhaus innerhalb der geschlossenen Bebauung der zum 1. Bauabschnitt der ehem. Werkssiedlung aus den Jahren 1907–1910 - Schutzgrund: geschichtlich, wissenschaftlich, städtebaulich     | BW   |
| 1388      | Gichterstraße 8 (53° 54′ 12″ N, 10° 48′ 33″ O)  | Reihenhaus             | Schutzumfang: Auf das Äußere des Gebäudes - Reihenhaus innerhalb der geschlossenen Bebauung der zum 1. Bauabschnitt der ehem. Werkssiedlung aus den Jahren 1907–1910 - Schutzgrund: geschichtlich, wissenschaftlich, städtebaulich | BW   |
| 1389      | Gichterstraße 9 (53° 54′ 12″ N, 10° 48′ 34″ O)  | Reihenhaus             | Schutzumfang: Auf das Äußere des Gebäudes - Reihenhaus innerhalb der geschlossenen Bebauung der zum 1. Bauabschnitt der ehem. Werkssiedlung aus den Jahren 1907–1910 - Schutzgrund: geschichtlich, wissenschaftlich, städtebaulich | BW   |
| 1390      | Gichterstraße 10 (53° 54′ 12″ N, 10° 48′ 33″ O) | Reihenhaus             | Schutzumfang: Auf das Äußere des Gebäudes - Reihenhaus innerhalb der geschlossenen Bebauung der zum 1. Bauabschnitt der ehem. Werkssiedlung aus den Jahren 1907–1910 - Schutzgrund: geschichtlich, wissenschaftlich, städtebaulich | BW   |
| 1391      | Gichterstraße 11 (53° 54′ 12″ N, 10° 48′ 34″ O) | Reihenhaus             | Schutzumfang: Auf das Äußere des Gebäudes - Reihenhaus innerhalb der geschlossenen Bebauung der zum 1. Bauabschnitt der ehem. Werkssiedlung aus den Jahren 1907–1910 - Schutzgrund: geschichtlich, wissenschaftlich, städtebaulich | BW   |
| 1392      | Gichterstraße 12 (53° 54′ 12″ N, 10° 48′ 33″ O) | Reihenhaus             | Schutzumfang: Auf das Äußere des Gebäudes - Reihenhaus innerhalb der geschlossenen Bebauung der zum 1. Bauabschnitt der ehem. Werkssiedlung aus den Jahren 1907–1910 - Schutzgrund: geschichtlich, wissenschaftlich, städtebaulich | BW   |
| 1393      | Gichterstraße 13 (53° 54′ 12″ N, 10° 48′ 34″ O) | Reihenhaus             | Schutzumfang: Auf das Äußere des Gebäudes - Reihenhaus innerhalb der geschlossenen Bebauung der zum 1. Bauabschnitt der ehem. Werkssiedlung aus den Jahren 1907–1910 - Schutzgrund: geschichtlich, wissenschaftlich, städtebaulich | BW   |
| 1394      | Gichterstraße 14 (53° 54′ 12″ N, 10° 48′ 33″ O) | Reihenhaus             | Schutzumfang: Auf das Äußere des Gebäudes - Reihenhaus innerhalb der geschlossenen Bebauung der zum 1. Bauabschnitt der ehem. Werkssiedlung aus den Jahren 1907–1910 - Schutzgrund: geschichtlich, wissenschaftlich, städtebaulich | BW   |
| 1395      | Gichterstraße 15 (53° 54′ 11″ N, 10° 48′ 34″ O) | Reihenhaus             | Schutzumfang: Auf das Äußere des Gebäudes - Reihenhaus innerhalb der geschlossenen Bebauung der zum 1. Bauabschnitt der ehem. Werkssiedlung aus den Jahren 1907–1910 - Schutzgrund: geschichtlich, wissenschaftlich, städtebaulich | BW   |
| 1396      | Gichterstraße 16 (53° 54′ 12″ N, 10° 48′ 33″ O) | Reihenhaus             | Schutzumfang: Auf das Äußere des Gebäudes - Reihenhaus innerhalb der geschlossenen Bebauung der zum 1. Bauabschnitt der ehem. Werkssiedlung aus den Jahren 1907–1910 - Schutzgrund: geschichtlich, wissenschaftlich, städtebaulich | BW   |

## Hirtenbergweg
| Objekt-ID | Lage                                                           | Offizielle Bezeichnung       | Beschreibung | Bild            |
| --------- | -------------------------------------------------------------- | ---------------------------- | --- | --------------- |
| 1397      | Hirtenbergweg 17 a, Dummersdorf (53° 54′ 47″ N, 10° 49′ 33″ O) | Wohn- und Wirtschaftsgebäude | Schutzumfang: Auf das gesamte Gebäude - Strohgedecktes Wohn- und Wirtschaftsgebäude des 18. Jhd.; Ältestes Bauernhaus im Lübecker Landgebiet - Schutzgrund: geschichtlich, städtebaulich, wissenschaftlich | Fotos hochladen |

## Hof Dänischburg
| Objekt-ID | Lage                                               | Offizielle Bezeichnung | Beschreibung | Bild |
| --------- | -------------------------------------------------- | ---------------------- | --- | ---- |
| 3893      | Hof Dänischburg 1, 2 (53° 55′ 0″ N, 10° 44′ 57″ O) | Hof Dänischburg        | Schutzumfang: Der Denkmalschutz erstreckt sich auf das Äußere der Gebäude (Materialität, Fassaden, Kubatur, Dachform) sowie die umgebenden Freiflächen mit teilweise historischem Baumbestand - Der Hof Dänischburg ist ein herausragendes Dokument der ländlichen Siedlungsgeschichte im Lübecker Stadtgebiet - Sachgesamtheit bestehend aus Hof Dänischburg 1 - Pächterhaus A, Hof Dänischburg 1 - Pferdestall/Schmiede C und Hof Dänischburg 2 - Gärtnerwohnhaus B - Schutzgrund: geschichtlich, städtebaulich | BW   |

## Hudestraße
| Objekt-ID | Lage                                                      | Offizielle Bezeichnung   | Beschreibung | Bild            |
| --------- | --------------------------------------------------------- | ------------------------ | --- | --------------- |
| 1398      | Hudestraße 84, Dummersdorf (53° 54′ 37″ N, 10° 49′ 17″ O) | Kate                     | Schutzumfang: Auf das Äußere einschl. Reetdachdeckung - Katen mit Reetdach aus der Zeit um 1800 - Schutzgrund: geschichtlich, städtebaulich                                                                                            | Fotos hochladen |
| 1399      | Hudestraße 116 (53° 54′ 39″ N, 10° 49′ 27″ O)             | Wohn-/Wirtschaftsgebäude | Schutzumfang: Auf das gesamte Gebäude - Giebelständiges, zweigeschossiges Wohn-/Wirtschaftsgebäude, erbaut um 1880, mit hohem Drempel und untergeordnetem späteren Anbau - Schutzgrund: geschichtlich, wissenschaftlich, städtebaulich | BW              |

## Kirchplatz
| Objekt-ID     | Lage                                                      | Offizielle Bezeichnung            | Beschreibung | Bild                             |
| ------------- | --------------------------------------------------------- | --------------------------------- | --- | -------------------------------- |
| 1400 Wikidata | Kirchplatz 6; Alt Kücknitz (53° 54′ 47″ N, 10° 48′ 22″ O) | St.-Johannes-Kirche (evangelisch) | Schutzumfang: Auf das Äußere der Kirche sowie auf ihre bauzeitliche und ältere Ausstattung im Inneren, darüber hinaus auf das Äußere des Gemeindesaales und Außentreppe mit Mauer und Außenleuchten - St.-Johannes-Kirche (einschl. Anbau des Gemeindesaales sowie die Außentreppe mit Mauer und Außenleuchten); ev.-luth. Kirche; Backstein von 1910 nach Entwurf des Architekten Carl Mühlenpfordt - Schutzgrund: geschichtlich, wissenschaftlich, städtebaulich | weitere Fotos \| Fotos hochladen |
| 1401          | Kirchplatz 7 (53° 54′ 46″ N, 10° 48′ 21″ O)               | Schule Kücknitz                   | Schutzumfang: Auf den gesamten Komplex von 1910, bestehend aus einem L-förmigen Ziegelbau der Turnhalle mit Annexbau an der Straße „Redderkoppel“, dem Verbindungsbau mit vorkragendem Vorbau zwischen diesen beiden Baukörpern und einem an die Kirche anbindenden Baukörper - Schule von 1910, erbaut nach Entwurf des Architekten Carl Mühlenpfordt - Schutzgrund: geschichtlich, wissenschaftlich, städtebaulich                                               | BW                               |

## Kücknitzer Hauptstraße
| Objekt-ID | Lage                                                     | Offizielle Bezeichnung    | Beschreibung | Bild |
| --------- | -------------------------------------------------------- | ------------------------- | --- | ---- |
| 1679      | Kücknitzer Hauptstraße 4 (53° 54′ 40″ N, 10° 48′ 13″ O)  | Aktualisierung vorgesehen | Aktualisierung vorgesehen | BW   |
| 3184      | Kücknitzer Hauptstraße 51 (53° 54′ 23″ N, 10° 48′ 14″ O) | Doppelwohnhaus(hälfte)    | Schutzumfang: Auf das gesamte Gebäude; zugehörige Freiflächen vor dem Haus, Einfriedung und Zuwegung, seitliche und rückwärtige Gartenflächen - Geplant vom Lübecker Architekturbüro Runge und Lenschow, um 1923, zweigeschossig mit Walmdach und Traufgesims - Schutzgrund: städtebaulich, geschichtlich                   | BW   |
| 3891      | Kücknitzer Hauptstraße 53 (53° 54′ 23″ N, 10° 48′ 14″ O) | Doppelwohnhaus(hälfte)    | Schutzumfang: Auf das gesamte Gebäude; zugehörige Freiflächen vor dem Haus; seitliche und rückwärtige Gartenflächen sowie Schuppen und Mauer - Nach Plänen des Lübecker Architekturbüros Runge und Lenschow, um 1923 fertiggestellt - Schutzgrund: geschichtlich, städtebaulich                                             | BW   |
| 3180      | Kücknitzer Hauptstraße 55 (53° 54′ 21″ N, 10° 48′ 13″ O) | Doppelwohnhaus(hälfte)    | Schutzumfang: Auf das gesamte Gebäude sowie die zugehörigen Freiflächen (Vorgarten, Position der Zuwegung, seitliche und rückwärtige Gartenflächen) - Geplant vom Lübecker Architekturbüro Runge und Lenschow, um 1923 fertiggestellt. - Schutzgrund: geschichtlich, städtebaulich, wissenschaftlich                        | BW   |
| 3047      | Kücknitzer Hauptstraße 57 (53° 54′ 21″ N, 10° 48′ 14″ O) | Doppelwohnhaus(hälfte)    | Schutzumfang: Auf das gesamte Gebäude; zugehörige Freiflächen vor dem Haus, Zuwegung, seitliche und rückwärtige Gartenflächen. - Geplant vom Lübecker Architekturbüro Runge und Lenschow, um 1923 fertiggestellt, zweigeschossig mit Walmdach und Traufgesims - Schutzgrund: geschichtlich, städtebaulich, wissenschaftlich | BW   |

## Pöppendorfer Hauptstraße
| Objekt-ID | Lage                                                       | Offizielle Bezeichnung | Beschreibung | Bild |
| --------- | ---------------------------------------------------------- | ---------------------- | --- | ---- |
| 1402      | Pöppendorfer Hauptstraße 6 b (53° 55′ 54″ N, 10° 49′ 1″ O) | Durchfahrtscheune      | Schutzumfang: Auf das Äußere des Gebäudes - Als Zweiständerkonstruktion ausgeführte Durchfahrtsscheune aus dem späten 18. Jhd. mit durch Kopfbänder abgestütztem vorkragenden Krüppelwalmdach - Schutzgrund: geschichtlich, wissenschaftlich, städtebaulich | BW   |
| 1403      | Pöppendorfer Hauptstraße 10 (53° 55′ 57″ N, 10° 49′ 0″ O)  | Fachwerkkaten          | Schutzumfang: Auf das Äußere des Gebäudes einschl. der Reetdachdeckung - Fachwerkkaten mit Reetdach aus dem späten 18. Jhd. (u. a. Kate Kohlsaat) - Schutzgrund: geschichtlich, städtebaulich                                                               | BW   |
| 1404      | Pöppendorfer Hauptstraße 23 (53° 55′ 56″ N, 10° 48′ 58″ O) | Räucherkate            | Schutzumfang: Auf das Äußere des Gebäudes einschl. der Reetdachdeckung - Ehem. Räucherkate mit Reetdach aus dem späten 18. Jhd. - Schutzgrund: geschichtlich, städtebaulich                                                                                 | BW   |

## Rangenberg
| Objekt-ID | Lage                                            | Offizielle Bezeichnung | Beschreibung | Bild |
| --------- | ----------------------------------------------- | ---------------------- | --- | ---- |
| 1405      | Rangenberg 74-76 (53° 54′ 23″ N, 10° 47′ 19″ O) | Schule Rangenberg      | Schutzumfang: Auf den gesamten Komplex des mehrteiligen Schulgebäudes - Schulgebäude im Stil der Heimatschutzarchitektur, errichtet zwischen 1937 und 1939 nach Entwürfen des Lübecker Baudirektors H. Pieper - Schutzgrund: geschichtlich, wissenschaftlich, künstlerisch, städtebaulich | BW   |

## Schlesienring
| Objekt-ID     | Lage                                              | Offizielle Bezeichnung              | Beschreibung | Bild                             |
| ------------- | ------------------------------------------------- | ----------------------------------- | --- | -------------------------------- |
| 1379 Wikidata | Schlesienring 3 -5 (53° 55′ 15″ N, 10° 49′ 28″ O) | Dreifaltigkeitskirche (evangelisch) | Schutzumfang: Auf das gesamte Kirchengebäude (einschl. seiner bauzeitlichen Ausstattung) und den Glockenturm sowie auf das Äußere des Gemeindehauses mit Verbindungsgang zur Kirche, vorhandene Freifläche des Grundstücks - Zeltartiges Kirchengebäude der ev.-luth. Kirche mit angeschlossenem Gemeindezentrum; 1964/65 errichtet nach Entwürfen von Otto Andersen und Werner Groß - Schutzgrund: geschichtlich, wissenschaftlich, städtebaulich | weitere Fotos \| Fotos hochladen |

## Siemser Landstraße
| Objekt-ID     | Lage                                                  | Offizielle Bezeichnung | Beschreibung | Bild                             |
| ------------- | ----------------------------------------------------- | ---------------------- | --- | -------------------------------- |
| 1406 Wikidata | Siemser Landstraße 29 (53° 54′ 18″ N, 10° 46′ 8″ O)   | Ölmühle                | Schutzumfang: Auf das gesamte Gebäude - Ehem. Ölmühlen, am nördlichen Traveufer gelegenes, fünfgeschossiges Gebäude mit funktional und gestalterisch differenzierter Aufteilung - Schutzgrund: geschichtlich, wissenschaftlich, städtebaulich - März 2023: Erteilung der Genehmigung zum Abriss des Denkmals unter Auflagen | weitere Fotos \| Fotos hochladen |
| 1336          | Siemser Landstraße 150 (53° 54′ 42″ N, 10° 45′ 21″ O) | Luisenhof Schule       | Schutzumfang: Auf das gesamte Gebäude von 1910 - Kleines backsteinsichtiges Schulgebäude von 1910 auf rechtwinkligem Grundriss vom Lübecker Baudirektor Johannes Richard Baltzer (1862–1940); Heimatschutzstil - Schutzgrund: geschichtlich, wissenschaftlich, städtebaulich                                                | BW                               |

## Solmitzstraße
| Objekt-ID | Lage                                            | Offizielle Bezeichnung    | Beschreibung | Bild |
| --------- | ----------------------------------------------- | ------------------------- | --- | ---- |
| 1772      | Solmitzstraße (53° 54′ 55″ N, 10° 48′ 32″ O)    | Solmitzstraße             | Aktualisierung vorgesehen - Mehrheit von baulichen Anlagen bestehend aus Solmitzstraße 35, Solmitzstraße 37, Solmitzstraße 39 und Solmitzstraße 41 | BW   |
| 1788      | Solmitzstraße 39 (53° 54′ 55″ N, 10° 48′ 30″ O) | Aktualisierung vorgesehen | Aktualisierung vorgesehen - Teil der Mehrheit von baulichen Anlagen - Solmitzstraße                                                                | BW   |

## Vorderste Fichteln
| Objekt-ID | Lage                                                 | Offizielle Bezeichnung    | Beschreibung              | Bild |
| --------- | ---------------------------------------------------- | ------------------------- | ------------------------- | ---- |
| 4037      | Vorderste Fichteln 1a (53° 54′ 47″ N, 10° 48′ 30″ O) | Aktualisierung vorgesehen | Aktualisierung vorgesehen | BW   |

## Waldhusener Weg
| Objekt-ID     | Lage                                             | Offizielle Bezeichnung | Beschreibung | Bild                             |
| ------------- | ------------------------------------------------ | ---------------------- | --- | -------------------------------- |
| 1407          | Waldhusener Weg 28 (53° 55′ 4″ N, 10° 47′ 28″ O) | Forstarbeiterkate      | Schutzumfang: Auf das Äußere des Gebäudes - Forstarbeiterkaten, Fachwerk, vermutlich noch 18. Jhd.; Reetdeckung - Schutzgrund: geschichtlich, wissenschaftlich, städtebaulich | Fotos hochladen                  |
| 1408 Wikidata | Waldhusener Weg 30 (53° 55′ 3″ N, 10° 47′ 25″ O) | Forsthaus Waldhusen    | Schutzumfang: Auf die gesamte Anlage des Forsthausgehöftes - Forsthaus Waldhusen; dem 1765 errichteten Scheunenbau mit großem Tor (Inschrift) wurde 1807 ein quergelagerter Wohnbau angefügt; mit Fragment eines Stockelsdorfer Ofens von 1773 - Schutzgrund: geschichtlich, wissenschaftlich, städtebaulich | weitere Fotos \| Fotos hochladen |